# Chersonissos
Chersonissos (o Chersoneso di Creta, in greco Χερσόνησος?) è un comune della Grecia situato nell'isola di Creta (unità periferica di Candia) con 23.864 abitanti secondo i dati del censimento 2001.
A seguito della riforma amministrativa detta Programma Callicrate in vigore dal gennaio 2011 che ha abolito le prefetture e accorpato numerosi comuni, la superficie del comune è ora di 272 km² e la popolazione è passata da 8.497 a 23.864 abitanti.

## Monumenti e luoghi d'interesse
- Monastero di Agarathos

## Economia
La principale attività economica è il turismo.